# 北村隆則
北村隆則（1946年—）是一名日本外交官、學者，曾經擔任駐香港總領事、駐希臘大使，並且任職外務省情報文化局海外廣報課、亞洲大洋洲局中國課、歐亞局東歐課、經濟協力局調查計劃課等。他先後獲得長崎大學文學學士、慶應義塾大學經濟學碩士和哈佛大學地域研究文學碩士，並且曾在北京語言學院和北京大學研修中文。目前擔任香港中文大學日本研究系教授，任教日本國際政治的科目。